# Selina Gasparin
Selina Gasparin (* 3. April 1984 in Samedan) ist eine ehemalige Schweizer Biathletin.
Selina Gasparin wechselte 2004 vom Skilanglauf zum Biathlon. Schon 2005 debütierte sie für Swiss-Ski im Biathlon-Weltcup und stieg 2010 in die Nationalmannschaft auf. Neben den männlichen Teamkollegen startete sie über mehrere Jahre als einzige Biathletin aus der Schweiz. Ihre grössten Erfolge feierte sie neben mehrfachen nationalen Meistertiteln mit Siegen im Weltcup im Dezember 2013 sowie der Silbermedaille im Einzel bei den Olympischen Winterspielen 2014. Gasparin arbeitete daneben während 17 Jahren beim Schweizer Grenzwachtkorps. Seit November 2023 ist sie die Biathlon-Nachwuchsverantwortliche bei Swiss-Ski.
Ab 2010 nahm ihre jüngere Schwester Elisa einen festen Startplatz in der höchsten Wettkampfserie ein, während die jüngste Schwester Aita zum Saisonende 2014 in das B-Kader aufstieg. Die Gasparin-Schwestern besetzten zumeist drei Positionen in der Schweizer Frauenstaffel.

## Karriere

### Karriere als Langläuferin
Selina Gasparin begann ihre Karriere als Langläuferin. Bei den Junioren-Weltmeisterschaften 2002 in Schonach im Schwarzwald wurde sie 32. über fünf Kilometer und 40. im Sprint. Ein Jahr später erreichte sie bei den Junioren-Weltmeisterschaften 2003 im schwedischen Sollefteå über fünf Kilometer den 24. und im Massenstartrennen über 15 Kilometer den 25. Platz. Bei den Schweizer Meisterschaften 2004 siegte sie mit der Staffel vom SC Bernina Pontresina. Bei der Winter-Universiade 2005 in Innsbruck und Seefeld in Tirol wurde sie 30. im Sprint.
Auch während ihrer Biathlonkarriere bestritt Selina Gasparin sporadisch Wettbewerbe im Skilanglauf. 2013 nahm sie erstmals an einem Weltcuprennen sowie an den Nordischen Skiweltmeisterschaften im italienischen Val di Fiemme teil, als sie 31. über zehn Kilometer wurde. Ihre beste Weltcupplatzierung war ein 18. Rang beim Sprint-Weltcup in Lenzerheide am 30. Dezember 2017.

### Anfänge als Biathletin (2004 bis 2009)
Gasparin debütierte 2004 im Europacup und wurde 16. im Einzel, 10. im Sprint und 13. in der Verfolgung. Anfang Februar 2005 gewann sie die Schweizer Meisterschaft im Sprint und die Vizemeisterschaft im Massenstart. Weitere nationale Titel kamen in den Folgejahren hinzu. Aufgrund der guten Ergebnisse wurde sie bei den Juniorenweltmeisterschaften 2005 in Kontiolahti eingesetzt, erreichte jedoch keine vorderen Platzierungen.
Am 26. November 2005 nahm sie mit dem Sprint in Östersund erstmals an einem Weltcuprennen teil und kam auf Rang 86. Anschliessend startete sie zunächst wieder im Europacup und bei den Europameisterschaften in Langdorf, wo sie gute Plätze im Sprint (12.) und in der Verfolgung (14.) belegte. Erfolgreich verlief auch der Europacup in Gurnigel, bei dem sie Zweite im Sprint und Massenstart sowie Dritte in der Verfolgung wurde. Ihre nächsten Weltcupeinsätze in den Sprintrennen von Pokljuka und Oberhof beendete sie jeweils mit Rang 69.
Anfang Februar 2007 startete Gasparin in Antholz als erste Athletin aus der Schweiz bei Biathlon-Weltmeisterschaften. Mit Platz 44 im Einzel gelang ihr bei insgesamt durchwachsenen Ergebnissen ein Achtungserfolg in ihrer noch jungen Karriere. Im Januar 2009 gewann sie in Oberhof als 29. in einem Sprintrennen erstmals Weltcuppunkte.

### Etablierung im Weltcup (2009 bis 2012)

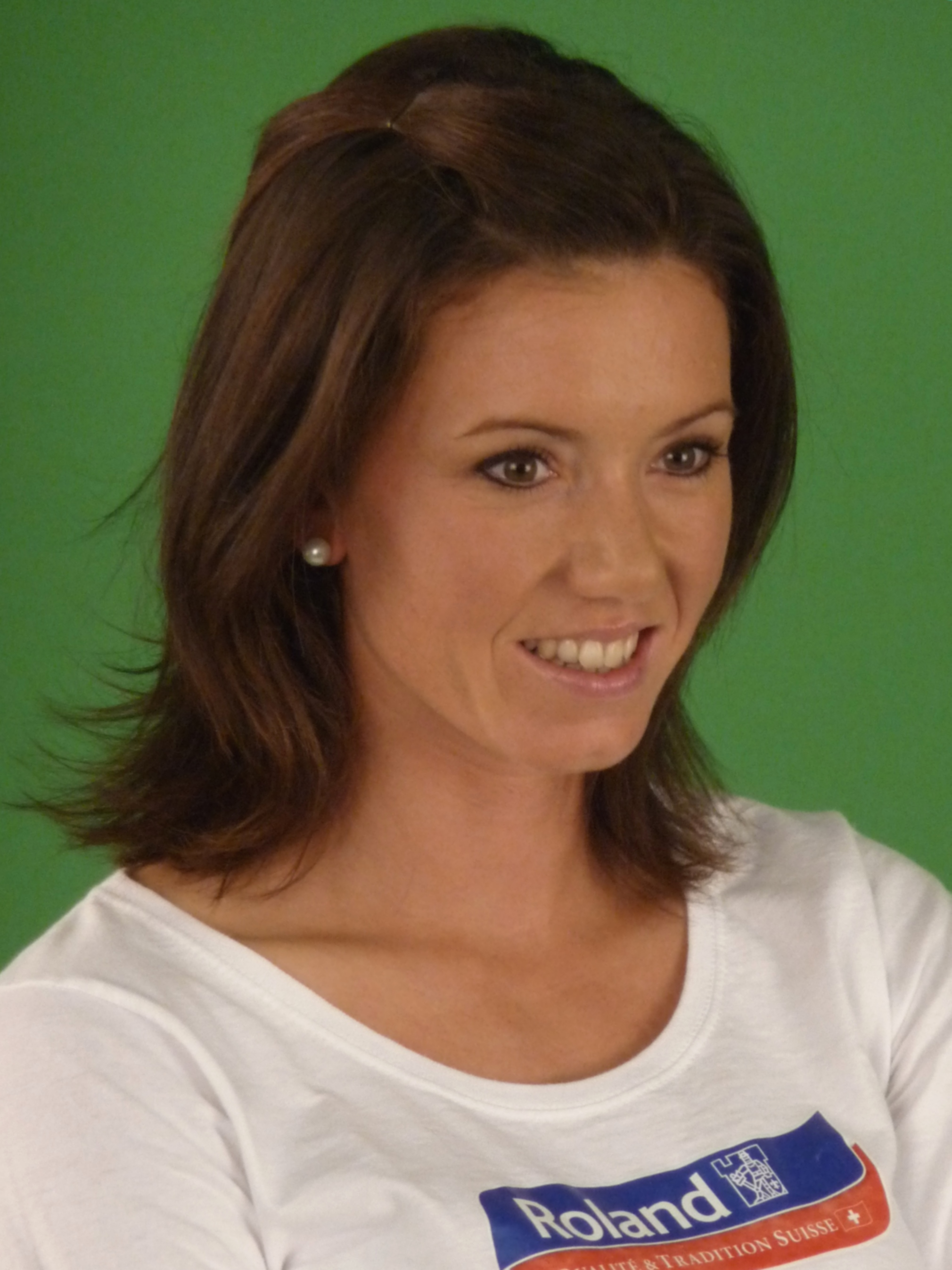
Selina Gasparin beim Swiss-Ski-Abgabetag in Dübendorf, Oktober 2011

In der folgenden Saison qualifizierte sich Gasparin an gleicher Stelle durch einen 23. Platz beim Sprint als erste Schweizer Biathletin für Olympische Winterspiele. Im Januar 2010 erreichte sie in Antholz in einem Einzel mit Rang fünf ein herausragendes Resultat, das sie im Folgejahr im Sprint wiederholte. Zwei Monate später folgte mit Platz neun beim Sprint am Holmenkollen in Oslo ein weiteres Top-Ten-Ergebnis. Bei der Biathlon-Mixed-Staffel-Weltmeisterschaft 2010 in Chanty-Mansijsk kam zum ersten Mal eine gemischte Schweizer Staffel zum Einsatz. Als Startläuferin erreichte Gasparin zusammen mit ihrer Schwester Elisa sowie Benjamin Weger und Thomas Frei Rang 13 von insgesamt 18 Nationen.
Ausser Konkurrenz startend, gewann Gasparin im September 2010 das Einzelrennen bei den Deutschen Meisterschaften. Ihr bestes Ergebnis in der Weltcupsaison 2010/11 hatte sie beim Sprint in Antholz am 21. Januar 2011 mit Platz fünf. Mit diesem Ergebnis sicherte sie sich erstmals die Teilnahme an einem Massenstartrennen, das sie zwei Tage später auf Rang acht beendete. Am 9. März 2011 lief sie im Einzel der Weltmeisterschaften 2011 in Chanty-Mansijsk auf Platz 13 ins Ziel. Mit Rang sieben in der Verfolgung beim Saisonfinal in Oslo komplettierte sie ihre Weltcupbilanz von Top-Ten-Platzierungen in allen vier Einzeldisziplinen.
Im März 2011 siegte Gasparin bei den 58. Internationalen Zollski-Wettkämpfen im schweizerischen Ulrichen im Einzellauf über fünf Kilometer vor der Deutschen Nicole Fessel. Ende Dezember 2011 nahm sie erstmals an der World Team Challenge in Gelsenkirchen teil und belegte zusammen mit ihrem Mannschaftskollegen Benjamin Weger Platz neun. In der Saison 2011/12 erreichte sie Anfang Februar 2012 Rang 14 beim Sprint in Oslo. Nachdem sich die Schweizer Mixed-Staffel zum Auftakt der Weltmeisterschaften in Ruhpolding erstmals unter den ersten Zehn platziert hatte, stellte Gasparin am 3. März 2012 im Sprint mit fehlerfreiem Schiessen und Rang zwölf das bislang beste Einzelresultat bei Titelkämpfen auf. Tags darauf bestätigte sie die Leistung mit Platz 13 im Verfolgungsrennen. An der Seite ihrer Schwester Elisa sowie den beiden Juniorinnen Irene Cadurisch und Patricia Jost kam sie mit der ersten Schweizer Frauenstaffel bei einer Grossveranstaltung als 21. von 26 gestarteten Nationen ins Ziel.

### Aufbau der Frauenmannschaft (2012/2013)

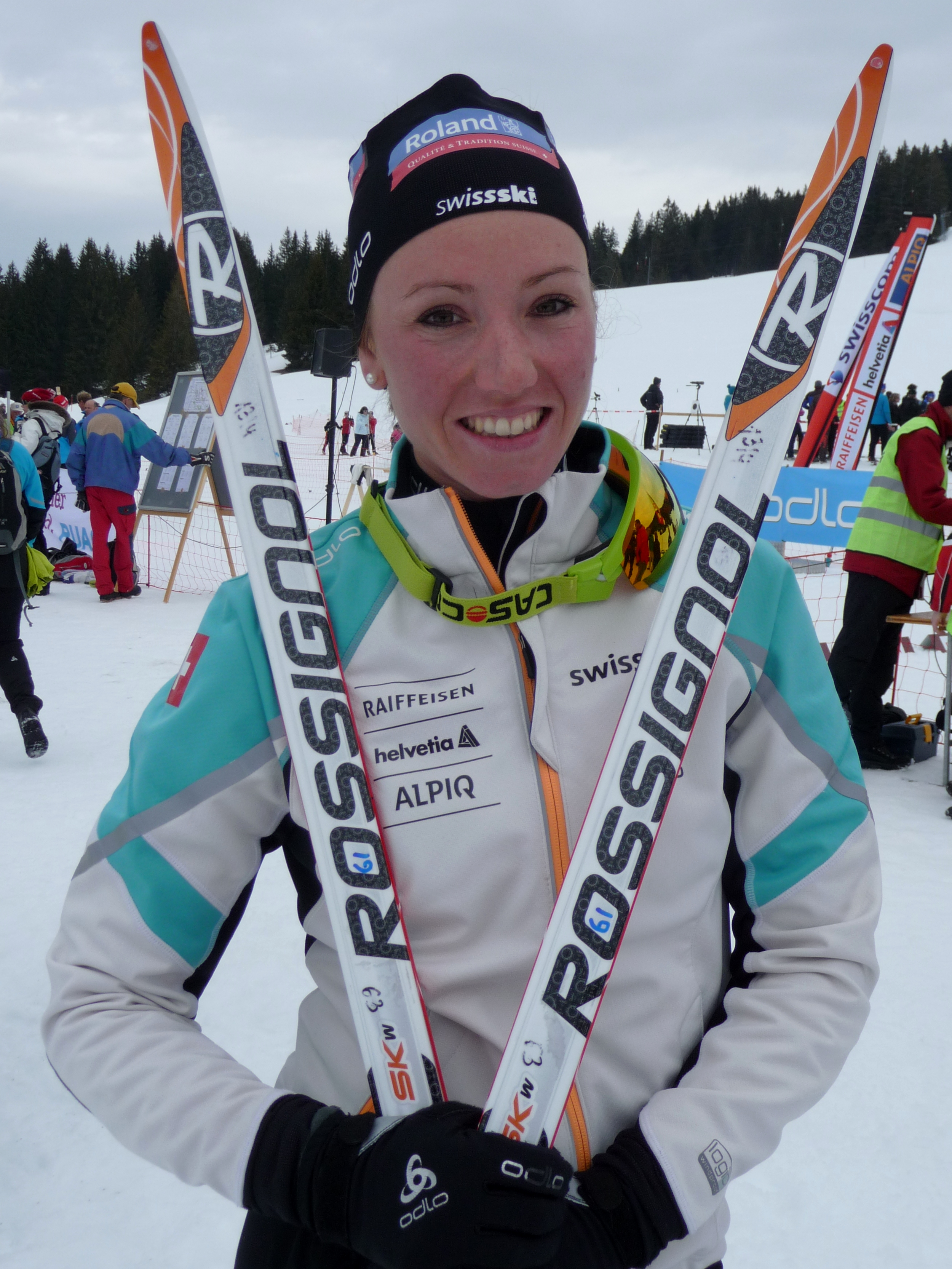
Selina Gasparin bei den Schweizer Meisterschaften in La Lécherette, März 2013

Ende April 2012 nahm Gasparin an der Patrouille des Glaciers teil und belegte gemeinsam mit den Skibergsteigerinnen Caroline Kilchenmann und Victoria Kreuzer Rang sechs von 26 gestarteten Frauenteams. Beim Skilanglaufwettkampf im Rahmen der Deutschen Meisterschaften am 22. September 2012 wurde sie Vierte. Gleich zum Auftakt der Weltcupsaison 2012/13 in Östersund gelang ihr mit zwei Schiessfehlern und Platz vier im Einzel das beste Saisonergebnis. Am 9. Dezember 2012 waren in Hochfilzen zum ersten Mal in der Geschichte des internationalen Biathlonsports mit Selina, Elisa und Aita Gasparin drei Schwestern in einer Staffel vertreten, die durch die C-Kader-Juniorin Ladina Meier-Ruge komplettiert wurde. 
Beim Weltcupdebüt erreichte die Frauenstaffel Platz 16 von 22 gestarteten Nationen. Mit Rang neun beim Sprint in Pokljuka und Rang sieben beim Massenstart in Ruhpolding folgten zwei weitere Top-Ten-Resultate. Mitte Februar 2013 lieferte Gasparin bei den Weltmeisterschaften in Nové Město na Moravě im Einzel mit Platz 20 ihre beste Leistung der WM ab. Zudem sorgte die Frauenstaffel als 13. von 24 klassierten Nationen für eine Premiere bei Weltmeisterschaften. Die Schweiz sicherte sich damit Rang 16 in der Nationenwertung der beiden letzten Titelkämpfe und die vom Verband angestrebten vier Quotenplätze bei den Olympischen Winterspielen 2014 in Sotschi.
Im Anschluss absolvierte Gasparin erstmals in ihrer Karriere ein Weltcuprennen im Skilanglauf. Am 17. Februar 2013 kam sie beim Weltcup in Davos über 10 km Freistil auf den 21. Rang und wurde daraufhin vom Verband für die Nordischen Skiweltmeisterschaften in Val di Fiemme selektioniert. Dort verpasste sie in derselben Disziplin die Top 30 um eine Position mit knapp zwei Minuten Rückstand auf die Siegerin Therese Johaug.
Beim letzten Weltcup in Chanty-Mansijsk belegte sie mit nur einem Schiessfehler Rang sieben im abschliessenden Massenstart und erreichte damit insgesamt die vierte Top-Ten-Platzierung in dieser Saison. Im Nationencup der Frauen lag die Schweiz erstmals unter den ersten 20 und verfügte somit in der Folgesaison über drei Startplätze. 
Zum Saisonende wurde Gasparin erneut nationale Doppelmeisterin und siegte nach Platz zwei im Massenstart über fünf Kilometer bei den 60. Internationalen Zollski-Wettkämpfen in Galtür im anschliessenden Nachtsprint.

### Erste Weltcupsiege und olympisches Silber (2013/2014)

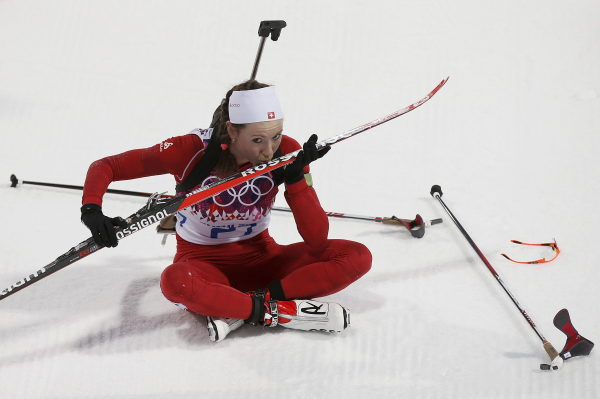
Selina Gasparin im Laura Biathlon- und Skilanglaufzentrum nach der Zielankunft im Einzel über 15 km, 14. Februar 2014

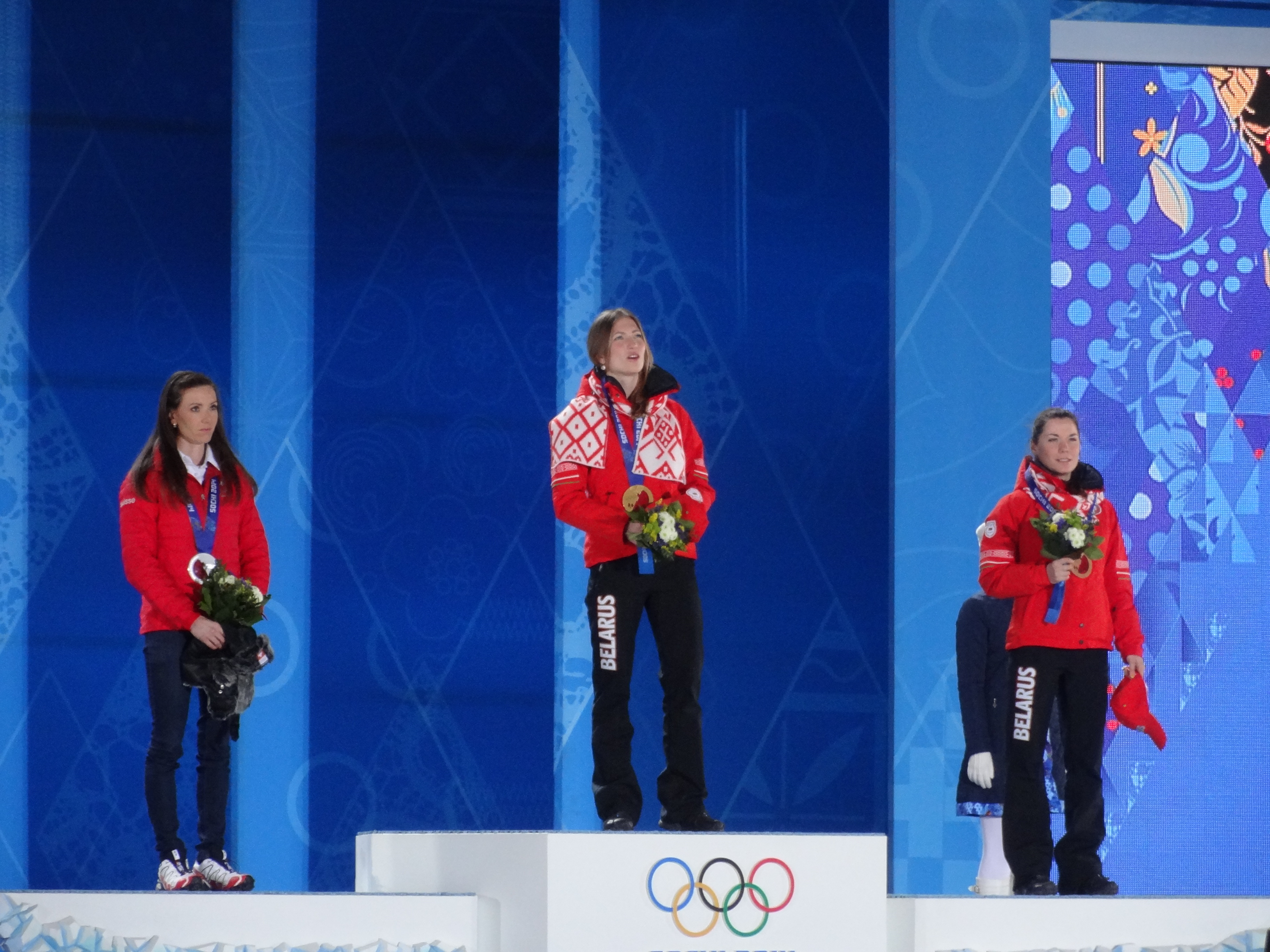
Selina Gasparin (links) bei der Siegerehrung im Olympiapark Sotschi, 15. Februar 2014

Im Frühjahr 2013 leitete Gasparin die Zusammenarbeit mit einem Mentaltrainer ein, um die psychologischen Herausforderungen im Schiessstand mit Hilfe einer Hypnotherapie besser zu bewältigen. Während der Saisonvorbereitung belegte sie im September 2013 hinter Franziska Preuß und Karin Oberhofer im Massenstart der Deutschen Meisterschaften in Ruhpolding den dritten Platz des internationalen Klassements. 
Zu Beginn der Weltcupsaison 2013/14 feierte sie am 6. Dezember 2013 beim Sprint in Hochfilzen ihren ersten Weltcupsieg und gleichzeitig den ersten Triumph eines Schweizers sowie den ersten Podestplatz bei den Frauen in dieser Sportart. Eine Woche später gewann sie auch das Sprintrennen des dritten Weltcups in Le Grand-Bornand und übernahm zwischenzeitlich das rote Trikot der Disziplinführenden. In der anschliessenden Verfolgung schaffte sie mit Rang sechs das beste Karriereresultat in dieser Disziplin. Anfang Januar 2014 erfüllte die Frauenstaffel mit den drei Gasparin-Schwestern und Irene Cadurisch als Schlussläuferin in Ruhpolding mit Platz zehn die vom Verband geforderte Norm für die Teilnahme an den Olympischen Winterspielen. Nach zwei Top-20-Platzierungen im Sprint und in der Verfolgung gewann Gasparin am 14. Februar 2014 die Silbermedaille im Einzelrennen. Nach fehlerfreiem Schiessen kam sie über eine Minute hinter der Olympiasiegerin Darja Domratschawa ins Ziel und sorgte damit für eine weitere Premiere im Schweizer Biathlonsport. Zudem gingen erstmals drei Sportlerinnen aus der gleichen Familie in einen olympischen Wettkampf, die später bei der abschliessenden Staffel mit Irene Cadurisch auf Rang neun kamen. 
Nach der Rückkehr aus Sotschi siegte Gasparin Anfang März 2014 beim 15. Frauenlauf im Rahmen des Engadin Skimarathons. Nach zwei weiteren Top-Ten-Ergebnissen in Pokljuka und Kontiolahti erreichte sie am Ende der Saison mit Rang elf im Gesamtweltcup einen persönlichen Rekord sowie Bestresultate in vier Disziplinenweltcups. Durch die gute Mannschaftsleistung erhielt die Schweiz als 13. der Nationenwertung einen weiteren Startplatz für die nächste Saison. Während der nationalen Meisterschaften wurde Gasparin ihrer Favoritenrolle nur im Sprint gerecht. Zwischenzeitlich gewann sie bei den 61. Internationalen Zollski-Wettkämpfen in Val di Fiemme den Titel über fünf Kilometer und wurde mit Irene Cadurisch Zweite im Teamsprint. Anfang April 2014 nahm sie am Champions Race in Moskau teil. Für die Saison 2014/15 verblieb sie als einzige Schweizer Athletin im Nationalteam.

### Wettkampfpause (2014/2015)
Im September 2014 nahm Gasparin erneut als Gaststarterin an den Deutschen Meisterschaften teil und siegte an der Seite ihrer Schwestern in der Langlaufstaffel (ohne Schiesseinheiten).
Zwei Tage später gab sie bekannt, wegen ihrer Schwangerschaft keine offiziellen Wettkämpfe in der Saison 2014/15 zu bestreiten. Nach dem Mutterschaftsurlaub nahm Gasparin Ende Juli 2015 das Mannschaftstraining für die Saison 2015/16 wieder auf.
Im letzten Rennen der Saison 2019/20 im finnischen Kontiolahti belegte Selina Gasparin im März 2020 in einem Rennen, bei dem wegen der Ausbreitung des Coronavirus keine Zuschauer zugelassen waren, in der Verfolgung hinter der Französin Julia Simon den zweiten Rang.

## Tätigkeit für Swiss Ski
Selina Gasparin war U18 Talent Developer Biathlon und wurde per 1. Februar 2024 Nachwuchs-Cheftrainerin im Biathlon.

## Persönliches
Selina Gasparin wuchs in Pontresina auf und lebt in S-chanf. Nach der Matura an der Academia Engiadina wechselte sie für drei Jahre nach Norwegen und absolvierte ein Studium der Sport- und Bewegungswissenschaften in Meråker und Lillehammer. 2007 kehrte sie in die Schweiz zurück und schloss ein Jahr später ihre Ausbildung zur Grenzwächterin ab. Neben Deutsch und Englisch spricht sie Italienisch, Norwegisch und wie ihre beiden Schwestern Bündnerromanisch.
Anfang November 2010 ging sie eine längerfristige Partnerschaft mit einem Schweizer Backwarenhersteller ein, der fortan als Individualsponsor mit Werbung auf Kopf und Gewehr präsent war. Ende Februar 2011 wurde sie in das Sportförderungsprogramm Golden Talents aufgenommen. Sie arbeitete bis 2015 als Beraterin bei der ARS Sportmanagement in ihrem Wohnort S-chanf, die junge Sportler bei der Suche nach Sponsoren unterstützte. 
Gasparin amtet als Botschafterin der Stiftung Passion Schneesport.
Ab Oktober 2011 war Gasparin mit Ilja Tschernoussow liiert, Anfang Juni 2014 fand die zivile Trauung des Paars in Tschernoussows Heimatstadt Nowosibirsk statt. Gasparin behielt ihren Familiennamen. Am 27. Februar 2015 kam die gemeinsame Tochter zur Welt.

## Auszeichnungen
- Bei der Wahl zur Sportlerin des Jahres am 14. Dezember 2014 in Zürich belegte Gasparin hinter Dominique Gisin mit 19,6 Prozent der Stimmen den zweiten Platz.[24]

## Öffentliche Wahrnehmung
Selina Gasparin galt seit ihrem Weltcupeinstieg im Jahr 2005 über einen längeren Zeitraum als Pionierin des Biathlonsports in der Schweiz. Durch gezielte Nachwuchsförderung und Professionalisierung der Trainingsbedingungen nach dem Vorbild anderer Nationen erhielten junge Athletinnen seit 2010 sukzessive den Kaderstatus beim Schweizer Verband. Erfolge männlicher Mannschaftskollegen wie Benjamin Weger verhalfen der Sportart etwa zur gleichen Zeit neben den angesehenen alpinen Disziplinen zu einem gesteigerten Stellenwert in ihrem Heimatland.
Die Teilnahme dreier Schwestern an einer Weltcupstaffel im Dezember 2012 sorgte über die nationalen Grenzen hinaus für Schlagzeilen. Beiträge in Tageszeitungen und Auftritte im Radio und Fernsehen zeugten von wachsender Popularität. Unter anderem war Gasparin zusammen mit ihren Schwestern im Fragespiel «Ich oder Du» des Boulevardmagazins Glanz & Gloria sowie in den Sendungen Auf! Auf! und Rosige Zeiten der Talkshow Aeschbacher zu Gast. Nach ihrem ersten Weltcuperfolg gab sie im Dezember 2013 als Studiogast in der Sportsendung Sportpanorama ein längeres Interview. Die Medien sprachen von einem «historischen Sieg» und widmeten der Sportlerin ausführliche Porträts. Darüber hinaus verfügt die Schweiz seit Ende 2013 mit der Biathlon Arena Lenzerheide erstmals über eine Austragungsstätte, die für internationale Grossveranstaltungen genutzt werden kann.

## Statistik

### Weltcupplatzierungen
Die Tabelle zeigt alle Platzierungen (je nach Austragungsjahr einschliesslich Olympische Spiele und Weltmeisterschaften).
- 1.–3. Platz: Anzahl der Podiumsplatzierungen
- Top 10: Anzahl der Platzierungen unter den ersten zehn (einschliesslich Podium)
- Punkteränge: Anzahl der Platzierungen innerhalb der Punkteränge (einschliesslich Podium und Top 10)
- Starts: Anzahl gelaufener Rennen in der jeweiligen Disziplin
- Staffel: inklusive Mixed- und Single-Mixed-Staffeln

| Platzierung                      | Einzel | Sprint | Verfolgung | Massenstart | Staffel | Gesamt |
| -------------------------------- | ------ | ------ | ---------- | ----------- | ------- | ------ |
| 1. Platz                         |        | 2      |            |             |         | 2      |
| 2. Platz                         |        |        | 1          |             |         | 1      |
| 3. Platz                         |        |        |            |             |         |        |
| Top 10                           | 2      | 6      | 4          | 3           | 3       | 18     |
| Punkteränge                      | 12     | 33     | 26         | 12          | 17      | 100    |
| Starts                           | 19     | 61     | 38         | 12          | 17      | 147    |
| Stand: nach der Saison 2013/2014 |        |        |            |             |         |        |

| Saison  | Einzel | Sprint | Verfolgung | Massenstart | Gesamt | Gesamt |
| Saison  | Platz  | Platz  | Platz      | Platz       | Punkte | Platz  |
| ------- | ------ | ------ | ---------- | ----------- | ------ | ------ |
| 2021/22 | 57.    | –      | –          | –           | 7      | 100.   |
| 2020/21 | 30.    | 34.    | 32.        | 37.         | 235    | 34.    |
| 2019/20 | 42.    | 33.    | 26.        | –           | 174    | 40.    |
| 2018/19 | 33.    | 77.    | –          | 39.         | 63     | 66.    |
| 2017/18 | 28.    | 32.    | 24.        | 24.         | 292    | 25.    |
| 2016/17 | –      | 19.    | 20.        | 7.          | 450    | 17.    |
| 2015/16 | 13.    | 23.    | 24.        | 34.         | 332    | 24.    |
| 2013/14 | 19.    | 6.     | 12.        | 9.          | 507    | 11.    |
| 2012/13 | 8.     | 24.    | 33.        | 16.         | 439    | 19.    |
| 2011/12 | –      | 25.    | 25.        | 26.         | 256    | 29.    |
| 2010/11 | 16.    | 29.    | 29.        | 40.         | 328    | 28.    |
| 2009/10 | 20.    | 36.    | –          | 34.         | 200    | 36.    |
| 2008/09 | –      | 77.    | –          | —           | 12     | 84.    |

### Weltcupsiege
| Nr. | Datum         | Ort              | Disziplin |
| --- | ------------- | ---------------- | --------- |
| 1.  | 6. Dez. 2013  | Hochfilzen       | Sprint    |
| 2.  | 14. Dez. 2013 | Le Grand-Bornand | Sprint    |

### Olympische Winterspiele
| Olympische Winterspiele | Olympische Winterspiele | Einzel | Sprint | Verfolgung | Massenstart | Staffel | Mixed-Staffel |
| ----------------------- | ----------------------- | ------ | ------ | ---------- | ----------- | ------- | ------------- |
| Jahr                    | Ort                     | Einzel | Sprint | Verfolgung | Massenstart | Staffel | Mixed-Staffel |
| 2010                    | Vancouver               | 40.    | 56.    | 48.        | —           | —       | —             |
| 2014                    | Sotschi                 | Silber | 13.    | 15.        | 9.          | 9.      | 12.           |